# Bonordeniella
Bonordeniella är ett släkte av svampar. Bonordeniella ingår i ordningen Chaetothyriales, klassen Eurotiomycetes, divisionen sporsäcksvampar och riket svampar.
|               | Herpotrichiellaceae                    |
|               |                                        |
|               | Coccodiniaceae                         |
|               |                                        |
|               | Chaetothyriaceae                       |
|               |                                        |
|               | Coniosporium                           |
|               |                                        |
|               | Strelitziana                           |
|               |                                        |
|               | Moristroma                             |
|               |                                        |
|               | Muellerites                            |
|               |                                        |
|               | Staninwardia                           |
|               |                                        |
|               | Sirodesmium                            |
|               |                                        |
| Bonordeniella | \| \| Bonordeniella aspera \| \| \| \| |
|               | \| \| Bonordeniella aspera \| \| \| \| |
|               | Phaeoannellomyces                      |
|               |                                        |
|               | Bonordeniella aspera                   |
|               |                                        |

|  | Bonordeniella aspera |
|  |                      |